# Arcturus macrurus
Arcturus macrurus är en kräftdjursart som beskrevs av Oleg Grigor'evich Kussakin 1982. Arcturus macrurus ingår i släktet Arcturus och familjen Arcturidae. Inga underarter finns listade i Catalogue of Life.